# متحف الصين للفنون
متحف الصين للفنون أو متحف الفنون الصينية، ويسمى أيضًا قصر الفن الصيني (بالصينية المبسطة: 中华 艺术 宫 ؛بالصينية التقليدية: 中華 藝術 宮 ؛ بالبينية: Zhōnghuá Yìshù Gōng ؛ Shanghainese: Zongwu Nyizeh Ghon) أو اسمه الأصلي، متحف شنغهاي للفنون، هو متحف للفن الصيني الحديث يقع في بودونغ، شنغهاي. يقع المتحف في جناح الصين السابق في إكسبو 2010. وهو واحد من أكبر المتاحف الفنية في آسيا.

## التاريخ
كان متحف الفن الصيني سابقاً هو متحف شنغهاي للفنون، الذي تأسس في عام 1956م في مطعم سابق على طريق غرب نانجينغ، وتم إعادة بنائه بالكامل في عام 1986. في 18 مارس 2000، تم نقل متحف شنغهاي للفنون إلى نادي شنغهاي السابق للسباق. في ساحة الشعب، التي استضافت مكتبة شنغهاي حتى عام 1997. مع زيادة مساحة المعرض الخاصة بها من 2200 إلى 5800 متر مربع.
استضافت شانغهاي إكسبو 2010 في الفترة من 1 مايو إلى 31 أكتوبر 2010، واستقبل جناح الصين حوالي 17 مليون زائر. نظرا لشعبيتها، أعيد افتتاح الجناح الصيني لمدة ستة أشهر إضافية بعد انتهاء معرض شنغهاي. في 13 نوفمبر 2011، أعلنت حكومة بلدية شنغهاي أن الجناح الصيني لمعرض إكسبو 2010 سيصبح المقر الجديد لمتحف شنغهاي للفنون، وسيتم تغيير اسمه إلى متحف الفن الصيني، في حين سيتم تحويل جناح المستقبل الحضري إلى محطة كهرباء الفن، متحف للفن المعاصر.
افتتح كل من متحف الصين للفنون ومحطة كهرباء الفن في 1 أكتوبر 2012، اليوم الوطني للصين. بقي متحف شنغهاي للفنون القديم مفتوحًا حتى 31 ديسمبر 2012. متحف الفن الصيني أكبر من عشر مرات من سابقتها.

## العمارة

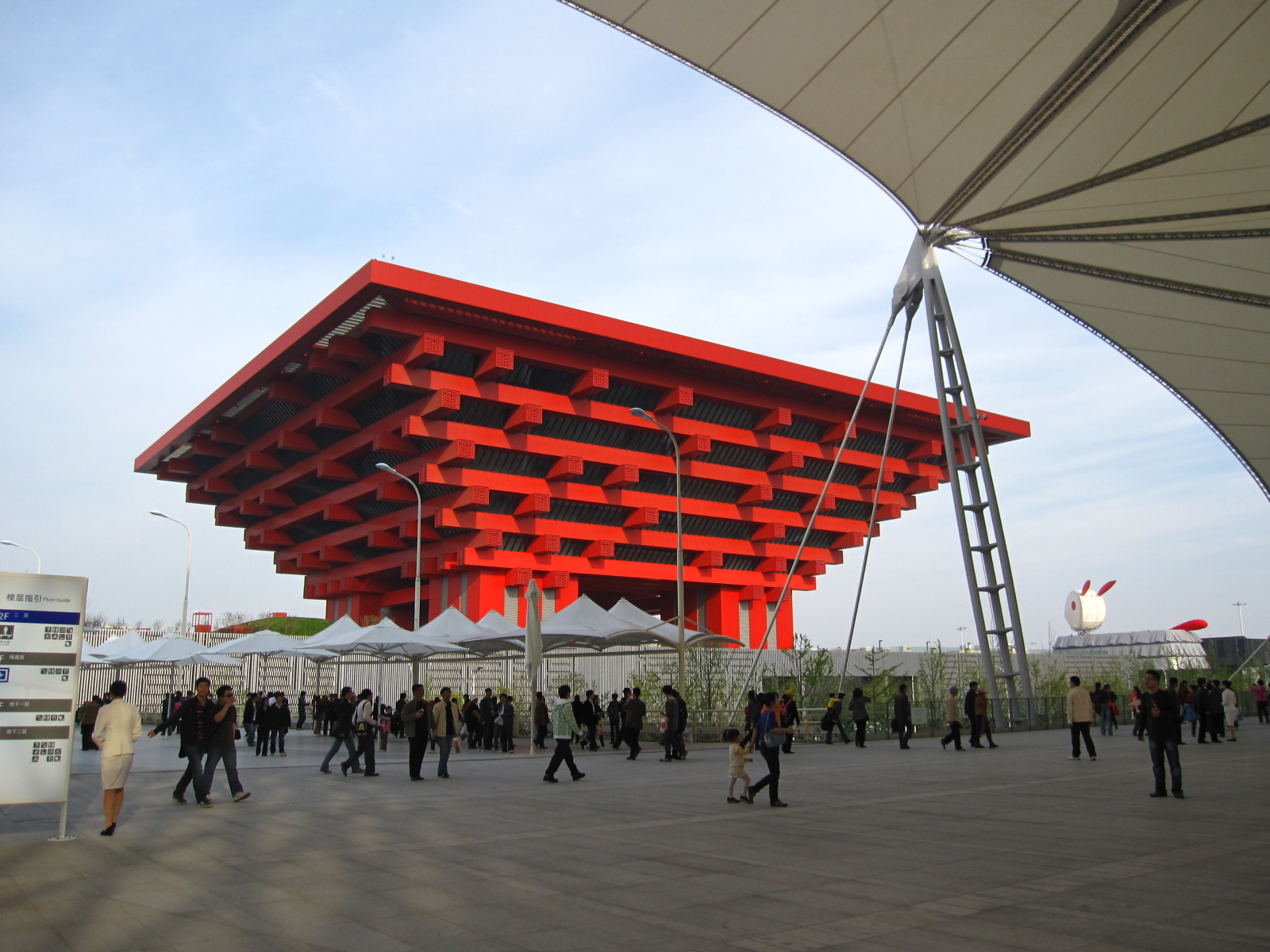
جناح الصين في اكسبو 2010

بدأ تشييد جناح الصين في معرض شنغهاي الدولي في 28 ديسمبر 2007، وتم الانتهاء من البناء في 8 فبراير 2010. كان هذا الجناح أغلى جناح في المعرض، حيث كلف حوالي 220 مليون دولار. ويطلق على الجناح البالغ ارتفاعه 63 مترا، وهو أطول مبنى في المعرض، لقب «تاج الشرق» بسبب تشابهه مع تاج قديم. تم تصميم المبنى من قبل فريق بقيادة المهندس «هي جينغتان»، الذي كان مستوحى من قوس التقوقع الصيني المسمى دوغونغ بالإضافة إلى المرجل البرونزي القديم المسمى دينغ.

## المعارض
يضم متحف الصين للفنون مجموعة من 14.000 عمل فني، معظمها من الفن الصيني الحديث.

### أصل الفن الصيني الحديث والمعاصر
«القمر الساطع ينبعث من البحر - أصل الفن الصيني الحديث والمعاصر» (海上 生 明月 - 中国 近 现代 美术 之 源) هو معرض دائم يروي تطور الفن الصيني المعاصر والحديث، بدءًا من مدرسة شنغهاي في نهاية عهد أسرة تشينغ. وهي مقسمة إلى ثلاث فترات (تشينغ وجمهورية الصين وجمهورية الصين الشعبية) وعشر وحدات، تغطي طابقين مع أكثر من 6.000 عمل فني. المعرض برعاية لو فوشينغ (卢 辅 圣).

### معرض للرسامين المشهورين
معرض الرسامون المشهورون (名家 艺术 陈列 专 馆) هو معرض دائم يعرض أعمال بعض أشهر الفنانين الصينيين المعاصرين. تتضمن المرحلة الأولى أعمال سبعة فنانين: هو تيانجيان، وشيي زيليو، وتشنغ شيفا من مدرسة شنغهاي. لين فينغميان، جوان ليانغ، ويو جوانزهونغ الذي كان رائداً في مزج أنماط الفن الصيني والغربي؛ وهيوا تيانيو، أحد مؤسسي النحت الصيني الحديث.

### فن يعرض تاريخ وثقافة شنغهاي
يعرض هذا المعرض الأعمال الفنية التي تم إنشاؤها لمشروع حكومي يشجع الأعمال الفنية التي تتميز بالتطور التاريخي والثقافي لشنغهاي. تتضمن الموضوعات الأشخاص، والأحداث التاريخية، والعادات الشعبية، والهندسة المعمارية. استمر المشروع ثلاث سنوات من 2010 إلى 2013.

## الفن الصيني - القرن 21
كان «الصين الخلابة - تطوير الفنون الجميلة الصينية في القرن الجديد» (锦绣 中华 - 行进 中 的 新 世纪 中国 美术) معرضًا لمدة عام يضم أعمالًا فنية من القرن الحادي والعشرين أنشأها أكثر من 260 فنانًا صينيًا. تم تقسيمها إلى خمس وحدات. انتهى المعرض في 30 سبتمبر 2013.

## المعارض الخاصة
يستضيف المتحف بشكل متكرر معارض خاصة تحت عنوانٍ ما. في عامها الأول من التشغيل استضافت أكثر من اثني عشر معرضا خاصا بما في ذلك الفن التايواني، ومعرض شانغهاي الثاني للتصوير الفوتوغرافي، وغوستاف كوربيه وجان فرانسوا ميليت من مجموعة متحف أورسيه في باريس.

## الزوار والوصول
يقع المتحف في 205 شارع شانغنان في بودونغ، شانغهاي. لديها محطة خاصة بها، محطة متحف الصين للفنون، على خط مترو شانغهاي 8. ويمكن الوصول إليها أيضًا عبر محطة ياهوا رواد على الخط 7 والخط 8، وأكثر من 12 خطًا للحافلات.
القبول مجاني باستثناء المعارض الخاصة، والتي تكلف 20 يوان. المتحف مغلق يوم الاثنين ما عدا أيام العطل الوطنية. في السنة الأولى من عمله، استقبل متحف الصين للفنون ما يقرب من مليوني زائر.